# Lego Wild West
Lego Wild West är en Legoserie som introducerades i augusti månad 1996, och är baserad på västra USA under 1800-talet. Figurerna kretsade kring hästkarlar, sheriffer, USA:s kavalleri, brottslingar och indianer. Indianerna kom 1997, och sedan låg serien nere till 2001.